# Ravensbrückrättegångarna
Ravensbrückrättegångarna var sju rättegångar mot personer som verkat i koncentrationslägret Ravensbrück. Rättegångarna hölls mellan 1946 och 1948 och hade 38 åtalade.

## Första rättegången
| Åtalad               | Dom                                        |
| -------------------- | ------------------------------------------ |
| Johann Schwarzhuber  | Dödsstraff, avrättad 3 maj 1947            |
| Gustav Binder        | Dödsstraff, avrättad 3 maj 1947            |
| Heinrich Peters      | 15 års fängelse, frigiven 18 maj 1955      |
| Ludwig Ramdohr       | Dödsstraff, avrättad 3 maj 1947            |
| Martin Hellinger     | 15 års fängelse, frigiven 14 maj 1955      |
| Rolf Rosenthal       | Dödsstraff, avrättad 3 maj 1947            |
| Gerhard Schiedlausky | Dödsstraff, avrättad 3 maj 1947            |
| Percival Treite      | Dödsstraff, begick självmord 8 april 1947  |
| Adolf Winkelmann     | Död under rättegången 1 februari 1947      |
| Dorothea Binz        | Dödsstraff, avrättad 2 maj 1947            |
| Grete Boesel         | Dödsstraff, avrättad 2 maj 1947            |
| Margarete Mewes      | 10 års fängelse, frigiven 26 februari 1952 |
| Elisabeth Marschall  | Dödsstraff, avrättad 2 maj 1947            |
| Carmen Mory          | Dödsstraff, begick självmord 9 april 1947  |
| Vera Salvequart      | Dödsstraff, avrättad 2 juni 1947           |
| Eugenia von Skene    | 10 års fängelse, frigiven 21 december 1951 |

## Andra rättegången
| Åtalad          | Dom                                   |
| --------------- | ------------------------------------- |
| Friedrich Opitz | Dödsstraff, avrättad 26 februari 1948 |

## Tredje rättegången
| Åtalad           | Dom                                                                      |
| ---------------- | ------------------------------------------------------------------------ |
| Lotte Toberentz  | Frikänd                                                                  |
| Johanna Braach   | Frikänd                                                                  |
| Elfriede Mohneke | 10 års fängelse, frigiven 14 juni 1952                                   |
| Margarete Rabe   | Livstids fängelse, omvandlat till 21 års fängelse, frigiven 16 juni 1959 |
| Ruth Neudeck     | Dödsstraff, avrättad den 29 juli 1948                                    |

## Fjärde rättegången
| Åtalad         | Dom                                                                |
| -------------- | ------------------------------------------------------------------ |
| Benno Orendi   | Dödsstraff, avrättad den 17 september 1948                         |
| Walter Sonntag | Dödsstraff, avrättad den 17 september 1948                         |
| Martha Haake   | 10 års fängelse, frisläppt av hälsoskäl 1 januari 1951             |
| Liesbeth Krzok | 4 års fängelse; frigiven 3 februari 1951                           |
| Gerda Ganzer   | Dödsstraff, omvandlat till livstids fängelse, frigiven 6 juni 1961 |

## Femte rättegången
| Åtalad           | Dom                                        |
| ---------------- | ------------------------------------------ |
| Arthur Conrad    | Dödsstraff, avrättad den 17 september 1948 |
| Heinrich Schäfer | 2 års fängelse, frigiven 28 oktober 1949   |
| Walter Schenk    | 20 års fängelse, frigiven 3 augusti 1954   |

## Sjätte rättegången
| Åtalad       | Dom                                                           |
| ------------ | ------------------------------------------------------------- |
| Kurt Lauer   | 15 års fängelse, frigiven 7 maj 1955                          |
| Kurt Rauxloh | 10 års fängelse, frisläppt av hälsoskäl den 26 september 1954 |

## Sjunde rättegången
| Åtalad                         | Dom                                        |
| ------------------------------ | ------------------------------------------ |
| Luise Brunner                  | 3 års fängelse                             |
| Anna Friederike Mathilde Klein | Frikänd                                    |
| Emma Zimmer                    | Dödsstraff, avrättad den 20 september 1948 |
| Christine Holthöwer            | Frikänd                                    |
| Ida Schreiter                  | Dödsstraff, avrättad den 20 september 1948 |
| Ilse Vettermann                | 12 års fängelse                            |